# World Rugby Rànquing
El World Rugbi Rànquing és un sistema de classificació dels equips nacionals masculins de rugbi, gestionat per la World Rugby, òrgan rector d'aquest esport. Els equips dels països membres de la WR es classifiquen sobre la base dels resultats del seu joc, amb els equips més reeixits que figuren en el lloc més alt. S'utilitza un sistema de punts, i s'atorguen sobre la base dels resultats obtinguts en els partits internacionals, tant oficials com amistosos i/o test. Les classificacions es basen en un doble sentit, per un cantó sobre el rendiment d'un equip en els darrers partits i l'altre la categoria del rival contra el qual ha jugat aquest partit. El sistema de classificació fou presentat el mes anterior de l'inici de la Copa Mundial 2003, el primer rànquing va ser emès el 8 de setembre de 2003.

## Ús del Rànquing
Les classificacions són utilitzades per la World Rugby per classificar la progressió de les seleccions nacionals de rugbi dels seus països membres. Fins a l'any 2007 la classificació no era d'ús corrent en les competicions com la Copa del Món de Rugbi, però en l'actualitat defineix els caps de sèrie.

## World Rugby Rànquings
| Posició | Equip         | Varació | Punts |
| ------- | ------------- | ------- | ----- |
| 1       | Irlanda       | =       | 91,82 |
| 2       | França        | =       | 90,47 |
| 3       | Nova Zelanda  | =       | 88,98 |
| 4       | Sud-àfrica    | =       | 88,97 |
| 5       | Escòcia       | =       | 82,77 |
| 6       | Anglaterra    | =       | 82,12 |
| 7       | Austràlia     | =       | 81,80 |
| 8       | Argentina     | =       | 80,72 |
| 9       | Gal·les       | =       | 78,08 |
| 10      | Japó          | =       | 77,39 |
| 11      | Geòrgia       | =       | 76,23 |
| 12      | Samoa         | =       | 76,03 |
| 13      | Fiji          | =       | 74,84 |
| 14      | Itàlia        | =       | 74,63 |
| 15      | Tonga         | =       | 71,21 |
| 16      | Portugal      | =       | 67,62 |
| 17      | Uruguai       | =       | 66,24 |
| 18      | Estats Units  | =       | 65,92 |
| 19      | Romania       | =       | 65,85 |
| 20      | Espanya       | =       | 64,05 |
| 21      | Namíbia       | =       | 61,60 |
| 22      | Xile          | =       | 60,89 |
| 23      | Canadà        | =       | 60,46 |
| 24      | Hong Kong     | =       | 59,66 |
| 25      | Rússia        | =       | 58,06 |
| 26      | Països Baixos | =       | 55,84 |
| 27      | Brasil        | =       | 55,23 |
| 28      | Suïssa        | =       | 54,67 |
| 29      | Bèlgica       | =       | 54,58 |
| 30      | Corea del Sud | =       | 52,62 |

## Líders
Quan es va introduir el sistema Anglaterra era el millor equip del moment i va mantenir aquesta posició gràcies a la victòria a la Copa del Món de Rugbi de 2003. Nova Zelanda va prendre la iniciativa del 7 de juny de 2004, i s'hi va mantenir fins que Sud-àfrica va guanyar el Mundial de Rugbi 2007, convertint-se en el tercer equip en aconseguir el primer lloc. El Torneig de les Tres Nacions de 2008 va enfrontar els dos equips amb major rating, cosa que va suposar un continu canvi de liderat entre els All Blacks i els Springboks, que acabaria amb el liderat en mans dels neozelandesos, que el retindrien fins que Sud-àfrica el recuperaria al juliol de 2009 després de vèncer a Nova Zelanda en Bloemfontein fins a la derrota dels sud-africans contra França al novembre d'aquell any, el que permetria un llarg domini dels neozelandesos ratificat amb les victòries a les Copes del Món de Rugbi de 2011 i 2015.
Nova Zelanda ha estat el més regular en el número 1 des de la introducció del rànquing mundial IRB, després d'haver ocupat la posició en el rànquing durant gairebé tres quartes parts del temps des de la seva introducció.

## Mètode de càlcul
Tots els països membres de la World Rugby tenen una classificació que oscil·la en un rang entre 0 i 100. El sistema de punts es calcula utilitzant un sistema d'intercanvi de punts, en el qual les parts reben punts l'un de l'altre basat en el resultat del partit. Els intercanvis es basen en el resultat del partit, el rànquing de cada equip, i el marge de victòria, amb una bonificació per jugar a casa. Com el sistema té com a objectiu descriure les fortaleses actuals de l'equip, les victòries i derrotes anteriors de seguida s'esvaeixen i per tant, es considera que produeix una imatge exacta del grau de fortalesa actual de selecció. Les classificacions responen als resultats i és possible pujar al màxim nivell des del fons en menys de 20 partits i viceversa. Com tots els partits són per un total de 0 punts, no hi ha cap avantatge especial a jugar més partits. Una classificació continua sent la mateixa fins que l'equip juga de nou. Tot i que els partits solen donar lloc a intercanvis de punts, resultats "predictibles" (victòries d'equips potents contra equips més fluixos) condueixen a canvis molt petits que no alteren les posicions.

## Regles
El sistema de puntuació segueix una metodologia que asseguri la representativitat del rendiment dels equips, malgrat puguin jugar un nombre diferent de partits per any, i tenint en compte la qualitat de l'oponent al qual s'enfronten. Els factors tinguts en compte són els següents:
- Resultat del Partit
- Esdeveniment del Partit
- Les diferències entre rivals
- Jugar de local o visitant

### Resultat del partit

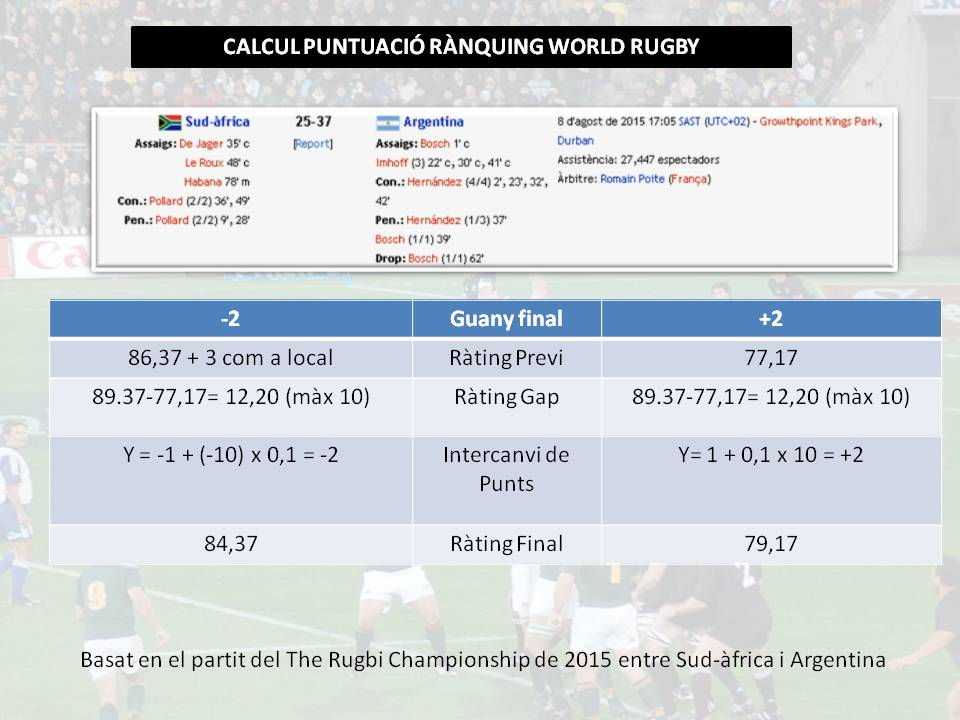
Forma de Càlcul del Rànquing segons un exemple

Per cada partit disputat l'intercanvi punts es concedeixen per als següents cinc resultats i s'ha desenvolupat utilitzant els resultats dels partits internacionals des de 1871 fins a l'actualitat:
- Guany o pèrdua per més de 15 punts
- Victòria o derrota fins a 15 punts
- Empat

### Esdeveniment del partit
La World Rugby, va decidir que el marc en el qual es juga el partit diferencia un enfrontament d'un altre. Per aquest motiu, el rànquing usa un sistema de ponderació, on els partits més importants són els de la fase final de la Copa del Món de Rugbi. D'aquesta manera, els intercanvis de punts es dupliquen durant aquesta competició mentre que la resta d'enfrontaments són tractats de la mateixa manera, per ser el més just possible amb els països que tenen menys competicions. Els partits que no tenen la condició d'internacional absolut, no computen.

### Diferència entre rivals
Un triomf davant un rival molt alt rang és un assoliment molt major que una victòria contra un rival de baixa qualificació, per la qual cosa la qualitat de l'equip contrari és un factor. Així, els resultats dels partits són més importants, que els marges de la victòria en el càlcul de classificació exacta. 

### Local o visitant
En el càlcul dels intercanvis punts, l'equip local està en desavantatge, tractant-los com si anessin tres punts de ràting millor que la seva qualificació real. Això es tradueix en que l'equip de casa guanya menys punts per guanyar i perd més punts per perdre. 

### Nacions que inicien la seva afiliació a la World Rugby
Totes les nacions, que esdevenen nous membres comencen amb 40 punts, puntuació provisional fins que han completat deu partits de prova. Quan els països es fusionen, el nou país hereta la qualificació més alta dels dos països, però quan se separen, els nous països hereten una qualificació en un nivell fix per sota de la qualificació del país d'origen. Els països que no han jugat cap partit durant dos anys es retiren del sistema de classificació i de la llista. Si s'activen de nou, tornen a assumir la seva qualificació anterior.

### Fórmula
A partir d'una senzilla fórmula, es pot calcular la quantitat de punts que s'intercanviaran dos equips en un partit. En aquesta fórmula es calcula el Rating Gap fent ús de les variables anteriorment esmentades: Resultat, esdeveniment, diferència entre rivals i la localitat.
Rating Gap = Rating local (+3) - Rating visitant.
El valor del rating gap ha de prendre's en valor absolut. En el cas que, la puntuació en el rànquing modificat (agregant-li al local 3 punts més) sigui major es fa servir aquest valor de rating gap negatiu, per a l'altre es fa servir positiu.
Després es fa servir una fórmula segons l'equip guanyi, empat o perdi.
Si guanya es fa servir Y= 1 + 0,1 x rating gap (en el cas del més alt rànquing serà negatiu i en el de menor rànquing serà positiu); si empata es fa servir Y= 0,1 x rating gap (igual consideració). Per a l'equip perdedor es fa servir Y= -1 + 0,1 x Rating Gap. Això val per a valors de rating gap fins a 10, si és major de 10 es pren 10, és a dir el valor màxim d'Y és 2 o -2. Si el partit acaba amb una diferència en el marcador de 15 o més punts llavors a aquest valor es multiplica per1,5 i si és en un mundial, a més ho fa x 2.